# 마커스 베티넬리
마커스 베티넬리 (Marcus Bettinelli, 1992년 5월 24일 ~ )는 잉글랜드의 축구 선수이며, 첼시에서 골키퍼로 활약하고 있다.
2021년 7월 28일, 윌리 카바예로의 대체자를 찾던 첼시로 이적하였다.
2025년 6월 10일, 스콧 카슨의 대체자로 맨체스터 시티로 이적하였다.